# 顺义西站
顺义西站是京沈客运专线的一座车站，位于北京市顺义区高丽营镇西北侧、京承高速公路白马南桥东侧、牤牛河北侧，与昌平区小汤山镇赖马庄村隔京承高速公路相望，中心里程为DK36+680，2021年1月22日随京哈高速线京承段开通运营。

## 历史
2013年京沈客专环评获批时即设有顺义西站，但落实兴建时选址从于庄改为牤牛河北侧。

## 车站结构
顺义西站站房造型以“空港之眼”为设计理念，建筑面积2994平方米，架空层5800平方米，站台雨棚建筑面积7152平方米，站场规模为2台4线，设侧式站台2座。